# Булатов, Марат Фатыхович
Марат Фатыхович Булатов (род. 26 июля 1967 года) — российский физик, доктор физико-математических наук, профессор, почётный работник высшего профессионального образования Российской Федерации, почётный работник науки и техники РФ, директор НТЦ УП РАН.

## Биография
В 1998 году защитил диссертацию на соискание учёной степени кандидата физико-математических наук по теме «Микронеоднородности в эпитаксиальных пленках феррогранатов нестехиометрического состава». В 2005 году защитил диссертацию «Влияние состояния ионов и дефектов нестехиометрии на электромагнитные явления в ферримагнитных полупроводниках» на соискание ученой степени доктора физико-математических наук по специальности 01.04.10 — Физика полупроводников. Заместитель председателя Диссертационного совета Д 002.135.01 при Научно-технологическом центре уникального приборостроения РАН по защите докторских и кандидатских диссертаций по специальности 01.04.01 — «приборы и методы экспериментальной физики» (физико-математические и технические науки). Под научным руководством Булатова М. Ф. защищены 5 кандидатских диссертаций. В настоящее время осуществляет руководство пятью аспирантами. Руководит кафедрой метрологии и стандартизации Российского технологического университета (МИРЭА). С 2013 г. возглавлял АО «Гиредмет». С 2016 года по настоящее время возглавляет Научно-технологический центр уникального приборостроения Российской академии наук (НТЦ УП РАН). При нём создан Центр коллективного пользования и две уникальные научные установки.

## Научная деятельность
Является членом Научного совета РАН по физике конденсированных сред, экспертом Российской академии наук, членом редколлегии журнала «Физические основы приборостроения», членом Организационных комитетов ряда Международных конференций и выставок. Активно публикуется в научной периодике. Автор двух монографий.

## Достижения
Внес значительный вклад в разработку технологии получения наноразмерной магнитной керамики и металло-полимерных нанокомпозитов. Разработал измерительную систему для определения статистических параметров феррогранатов и ростовую установку для синтеза графенов. Предложил новую математическую модель колебательной динамики полиакритрионитрила. Проводит большую работу по улучшению материально-технической базы НТЦ УП РАН и созданию условий для научно-исследовательской деятельности.

## Награды, премии, почётные звания
- Нагрудный знак «Почётный работник высшего профессионального образования Российской Федерации» (13.08.2007; удостоверение № 25991);
- Почётное звание «Почётный работник науки и техники Российской Федерации» (11.03.2012);
- Медаль ордена «За заслуги перед Отечеством» II степени (27 июня 2023 года)[1].

## Список основных трудов
1. Лукашкин В. Г., Булатов М. Ф. Эталоны и стандартные образцы в измерениях неэлектрических величин. М.: Техносфера, 2019. 672с. ISBN 978-5-94836-556-5
2. Лукашкин В. Г., Булатов М. Ф. Эталоны и стандартные образцы в измерительной технике. Электрорадиоизмерения. М.: Техносфера, 2018. 402 с. ISBN 978-5-94836-512-1
3. Karpasyuk, V.K., Bulatov, M.F. Microinhomogeneities in the distribution of oxygen concentration in ferrite-garnet films // Physics of the Solid State. 1999. 41 (11). P. 1850—1853. DOI: 10.1134/1.1131112
4. Karpasyuk, V.K., Bulatov, M.F. Domain Walls Interactions with Attractive and Repulsive Defects in the Garnet Films // IEEE Transactions on Magnetics. 1994. 30 (6). P. 4344-4346. DOI: 10.1109/20.334082
5. Karpasyuk, V.K., Bulatov, M.F. Microinhomogeneities in the distribution of oxygen concentration in ferrite-garnet films // (1999) Physics of the Solid State, 41 (11), pp. 1850—1853. DOI: 10.1134/1.1131112
6. Bulatov, M.F., Rybakov, A.V., Bulatova, A.N., Ilyasov, F.K. Investigation of the structural characteristics of electromagnetic calcium substituted garnet: Synthesis conditions and composition dependence // (2009) Journal of Nanoelectronics and Optoelectronics, 4 (3), pp. 321—324. DOI: 10.1166/jno.2009.1047
7. Bulatov, M.F., Parkhomenko, Yu.N. Conduction mechanisms of magnetic semiconductors with a garnet structure in relation to variable-valence impurity concentration // Semiconductors. 2006. 40 (2). P. 169—171. DOI: 10.1134/S1063782606020102
8. Bulatov, M.F., Pitch, U., and Ilyasov, F.K. Investigating iron ion distribution in (Y3-XCax)3Fe5)12 garnets as a function of Ca2+ content // Bulletin of the Russian Academy of Sciences: Physics. 2014. Vol. 78. No. 2. P 92-96. DOI: 10.3103/S1062873814020099
9. Bulatov, M.F. Mechanism of charge compensation in relationship of concentration of bivalent impurity in ferro-garnets // (2005) Tsvetnye Metally, (8), pp. 80-81.